# Peritaje judicial
Un peritaje es un informe creado y expuesto por un profesional, un perito judicial, generalmente para responder preguntas planteadas por un juez con la finalidad de ayudar a este último a poseer conocimientos suficientes para dictar una sentencia. Esto es dictado en el artículo 335.1 de la Ley 1/2000 de Enjuiciamiento Civil.
El peritaje también puede ser útil para aquellas personas que quieran entregar un informe como prueba judicial. Al no poseer esta persona todos los conocimientos técnicos para realizarlo, puede obtener la ayuda de un perito judicial para la creación de un informe con una exposición y conclusión razonada y comprensible para todos aquellos que no sean expertos en la materia. El informe debe ser la parte principal de la demanda. Sirve para validar la capacidad parental, descartar patologías, realizar observaciones, estudiar el ambiente familiar y otros tantos aspectos, así como para presentar todas las pruebas  que se tengan y se realicen (pruebas diagnósticas, correos electrónicos, fotos, grabaciones, partes médicos...). Todo ello, bien presentado y argumentado, conforma la base  fundamental para tener opción o aumentar las posibilidades en un juzgado de familia, un juicio penal u otros procedimientos.
Un peritaje debe acogerse a las leyes específicas de cada país, sin embargo, de forma general, los peritajes pueden ser realizados a través de peritos judiciales oficiales (es decir, estatales) o privadas.

## Tipos de peritaje
- Criminalística
- Informática forense
- Ingeniería
- Lingüística forense
- Peritaje caligráfico
- Peritaje económico
- Peritaje grafológico
- Peritaje de incendios
- Peritaje psicológico forense
- Peritaje en microexpresiones
- Peritaje textil
- Protocolos empresariales
- Propiedad intelectual e industrial
- Reconstrucción de accidentes
- Tasación de activos
- Tasación de inmobiliaria
- Otros peritajes
- Agrimensura y Topografía
- Apeos y Deslindes

## Separación y divorcio
Los actuales procesos de separación y divorcio, cada vez más frecuentes, requieren de un informe adjunto a la demanda de separación/divorcio, para analizar, estudiar y proponer medidas sobre asuntos tales como:
- Procesos de separación y divorcio: custodia y custodia compartida[2]
- Solicitud y cambio de convenio regulador
- Procesos de nulidad
- Decisiones judiciales terapéuticas
- Informes de idoneidad
- Peritaciones psicopedagógicas y educativas
- Peritaciones en el ámbito del menor:
  - Abuso sexual
  - Maltratos físicos y psíquicos
  - Situaciones de violencia de género
  - Medidas reeducativas
  - Daños morales
  - Acoso escolar
  - Medidas judiciales
- Valoración y peritaje familiar
- Valoración y peritaje del ámbito social y escolar del menor
- Valoración y peritaje de minusvalías por necesidades educativas especiales
- Efectos psicológicos de la separación y el divorcio
- Procesos de adopciones e idoneidad
- Privación o exclusión de la patria potestad
- Procesos de mediación

## Estructura
Se deben estructurar los informes siguiendo un orden lógico y necesario con la finalidad de sacar conclusiones válidas, fiables, conducentes y pertinentes en torno al objeto del informe. Así, algunos de los apartados cuyo desarrollo se hace necesario son:
- Introducción y planteamiento del objeto que se está analizando
- Metodología a emplear
- Información de identificación
- Normativa usada
- Análisis de las cuestiones suscitadas
- Descripción de los hechos
- Historia familiar, historia personal, evaluación mental, antecedentes
- Pruebas. Instrumentos diagnósticos
- Resultados
- Valoración, discusión, diagnóstico, análisis de los resultados, consideraciones
- Conclusiones
- Recomendaciones

Como se puede deducir de lo anterior, el peritaje judicial contiene gran cantidad de elementos diversos y de tal complejidad que requieren de una evaluación a conciencia, detallada y cuidadosa por parte del examinador ya que compromete la vida de los individuos en todos sus niveles y áreas de ajuste, por lo cual cualquier error u omisión en algún detalle pueden resultar verdaderamente nocivos para el proceso y para la información que se proporciona a la instancia legal que solicita la prueba, sin contar además con el compromiso legal, ético y profesional que están involucrados en el quehacer del profesional. De igual manera, al ser un medio de prueba como parte de un proceso jurídico requiere del conocimiento de aspectos legales que permitan realizar la labor de una manera más óptima y acorde a las necesidades y demandas de cada situación.

## Fases del peritaje
El peritaje sigue un procedimiento, en el que pasa por diferentes fases, que son las siguientes:
- Fase I. Fase de nombramiento del perito experto.
- Fase II. Estudio de los autos. Aquí se estudia el expediente y se extrae la información que pueda ser necesaria o relevante.
- Fase III. Citación de las personas.
- Fase IV. Exploración psicológica. En esta fase se debe tener en cuenta el motivo central por el que el juez acude a este experto, y por lo tanto, resolver la cuestión que el juez plantea.
- Fase V. Conclusiones del informe. En las conclusiones se debe responder al tema planteado por el juez de una manera clara y sin tecnicismos.
- Fase VI. Nota final.[3]